# Sandara Park
Sandara Park (em coreano:  박산다라; nascida em 12 de novembro de 1984), também creditada apenas como Dara (em coreano:  다라), é uma cantora, atriz, rapper, dançarina, apresentadora de TV e modelo sul-coreana. Internacionalmente conhecida como integrante do grupo feminino 2NE1, formado pela YG Entertainment em 2009. Em carreira solo, atualmente é agenciada pela Abyss Company. Em 14 de maio de 2021, Sandara não renovou seu contrato com a YG Entertainment. Fez sua estreia solo em 12 de julho de 2023 com o extended play, Sandara Park.

## Início da Vida
Sandara Park nasceu no dia 12 de Novembro de 1984 em Busan, Coreia do Sul. Seu incomum nome de três sílabas significa "sábia e inteligente" e é baseado no apelido de infância do general do século VII, Kim Yusin. Ela tem dois irmãos: Thunder, que é ex-membro do grupo de kpop MBLAQ, e uma irmã mais nova chamada Durami.
A família de Park se mudou para Daegu em 1993. Entretanto, o pai de Dara não conseguiu sustentar a família, então em 1994 eles se mudaram para as Filipinas na esperança de recomeçar. De acordo com Dara, no começo ela era solitária porque não falava filipino fluentemente e sua pronúncia não era boa. Ela relatou que trabalhou duro para melhorar sua pronúncia na esperança de um dia se tornar uma celebridade, o que era um sonho que ela nutria desde escutar o grupo Seo Taiji and Boys em 1992.

## Carreira

### 2004-2007:Star Circle Queste Sucesso Filipino
Em 2004, Dara conheceu a atriz filipina Pauleen Luna, que a encorajou a participar das audições para o Star Circle Quest, um programa de talentos da ABS-CBN. Ao longo da temporada, Dara escapou da eliminação diversas vezes, e alcançou os 10 competidores finais. Durante o último round de eliminações, ela recebeu aproximadamente meio milhão de votos e terminou em segundo lugar, atrás de Hero Angeles.
Depois do programa, Park assinou um contrato com a subsidiária da ABS-CBN, a Star Magic. Em 2004, ela estrelou no seu primeiro filme, a comédia romântica Bcuz of U, ao lado de Hero Angeles. Pela sua performance, Park recebeu o prêmio de Melhor Nova Atriz no 21º PMPC Star Award for Movies. Park e Hero Angeles colaboraram novamente para o filme de 2005  Can This Be Love, que supostamente arrecadou quase 100 milhões de [Peso filipino|pesos]]. Seu terceiro filme foi D' Lucky Ones de 2006, no qual ela fez par com o aluno de Star Circle Quest, Joseph Bitangcol. No mesmo ano, seu quarto filme, Super Noypi, foi exibido em Dezembro e entrou oficialmente pro 32nd Metro Manila Film Festival.
Park também embarcou numa carreira musical nas Filipinas que levou ao lançamento do seu auto-intitulado álbum de seis faixas, Sandara, que incluiu o hit "In or Out", uma canção que parodiava sua experiência no Star Circle Quest. No final, o álbum vendeu mais de 100.000 cópias físicas, fazendo dele o único álbum de um artista sul-coreano a receber o disco de platina pela Philippine Association of the Record Industry.
Dara se tornou tão popular nas Filipinas, sendo uma das maiores celebridades do país até os dias de hoje, ganhando o apelido de Pambansang Krung-Krung (Personalidade Nacial) por seu carisma energizante. Até mesmo já foi chamada de "BoA das Filipinas" por ser uma estrangeira fazendo fama fora de seu país de origem.
Dara deixou o show business filipino e retornou à Coreia do Sul com sua família em 2007, pois havia sido notada pela YG Entertainment, cujo CEO, Yang Hyun-suk, a viu em seu documentário "Sandara" na KBS. Sandara assinou contrato com a agência, mas revelou que precisou de muita persistência para se tornar cantora, pois a empresa queria lhe agenciar apenas como atriz.

### 2009-2012: Debut com o 2NE1 e atividades solo
A YG entertainment insistia em dizer que Dara não combinava com o grupo que estava sendo preparado, mas após uma sessão de dança de  Bom,CL e Minzy com uma famosa dançarina de Justin Timberlake, Dara conseguiu permissão para participar, sua sinergia com as demais meninas lhe fez ser chamada para gravar algumas linhas de "Pretty Boy" faixa-teste do futuro grupo, resultando em sua adição oficial ao grupo. 
Park assumiu o nome artístico de Dara, e junto com Bom,CL e Minzy, debutou como o grupo de K-pop 2NE1 em 2009. O grupo colaborou com o grupo colega de empresa Big Bang para o single promocional Lollipop, antes de debutarem oficialmente com o primeiro single "Fire". No mesmo ano, O grupo lançou o primeiro EP, 2NE1, e conquistaram um sucesso considerável com o single "I Don't Care", que ganhou o prêmio de Canção do Ano no MAMA de 2009.
Park também fez seu debut solo não oficial em 2009. Ela participou do single "Hello" do álbum Heartbreaker do membro do Big Bang G-Dragon e depois lançou seu primeiro single, "Kiss", que contou com a colega do 2NE1 CL como rapper. A canção foi produzida para promover a Cass Beer, em que Park estrelou junto do ator Lee Min-ho. O vídeo se tornou popular por causa de uma cena de beijo entre os dois performers e o single liderou as paradas musicais da Coreia do Sul. Mais uma vez, Park se juntou a um membro do Big Bang em 2010, quando ela fez uma aparição como protagonista no vídeo musical de "I Need a Girl" do Taeyang.
Durante essa era, 2NE1 continuou lançando álbuns e canções hit, incluindo "I Am the Best" (2011) que ficou no topo das paradas na Coreia do Sul e fez do grupo as segundas artistas sul-coreanas, depois do Psy, a entrarem nas paradas do Billboard World Digital Songs dos Estados Unidos.
Como resultado da crescente fama do 2NE1, os primeiros filmes filipinos de Park Bcuz of U, Can This Be Love e D' Lucky Ones foram exibidos na Coreia do Sul em 2012.

### 2013–2014: Retorno às Filipinas e atuação renovada
Em maio de 2014, ABS-CBN anunciou que Park seria uma convidada em  Pinoy Big Brother, o que desencadeou um frenesi nas redes sociais, dominando ambos os trending topics do Twitter filipino e mundial. Ela estrelou como convidada no programa no dia 15 de Maio e depois apareceu como uma celebridade convidada no telecast All In Über, durante seu episódio ao vivo. Park também apareceu em Gandang Gabi, Vice!, um dos talk shows mais populares nas Filipinas apresentado por Vice Ganda.
De volta à Coreia do Sul, Park substituiu sua amiga próxima Yoo In-na como uma DJ para o seu programa de rádio Let's Crank Up the Volume de Maio à Junho por causa de problemas de agendamento. Mais tarde nesse ano, Park fez um aparição especial surpresa como atriz no último episódio do drama coreano altamente cotado My Love from the Star.
No dia 12 de Novembro, BeFunny Studios anunciou o lançamento de uma mini web série de três partes estrelando Steven Yeun do The Walking Dead e Park, intitulado What's eating Steven Yeun. Dara fez o papel da namorada estadunidense de Steven Yeun que é deixada pra trás depois que seu namorado busca por uma carreira em "Mokbang", um tipo de transmissão popular na internet coreana onde pessoas geralmente atraentes são pagas para comer em frente à uma webcam. A sketch de comédia se tornou viral e atingiu mais de um milhão de visualizações em poucos dias depois do lançamento.

### 2015: Sucesso de web dramas e Sugar Man
Em 2015, sete anos depois do seu último papel como atriz, Park retornou às telas pelo web drama "Dr. Ian", estrelando junto de Kim Young-kwang. As expectativas eram altas já que a série apresentava Park no seu primeiro papel principal desde sua volta à Coreia do Sul, acoplado ao envolvente diretor Kwon Hyeok-chan (Secret Garden, Master's Sun). A série gozou de popularidade global, não só na Coreia mas também nos Estados Unidos, Taiwan e Tailândia, ultrapassando 500.000 visualizações dentro de três dias desde sua transmissão. Park se tornou a primeira atriz a ganhar o prêmio de "Melhor Atriz" no K-web festival por sua performance.
No mesmo mês, Park participou da apresentação dos seus colegas de empresa Jinusean do seu single "Tell Me", no You Hee-yeol's Sketchbook. Sua performance natural impressionou a dupla, o que levou à uma segunda colaboração, onde Park participou do comeback stage de "Tell Me One More Time" deles no lugar da cantora original, Jang Hana, no Music Bank da KBS2 no dia 1 de Maio.

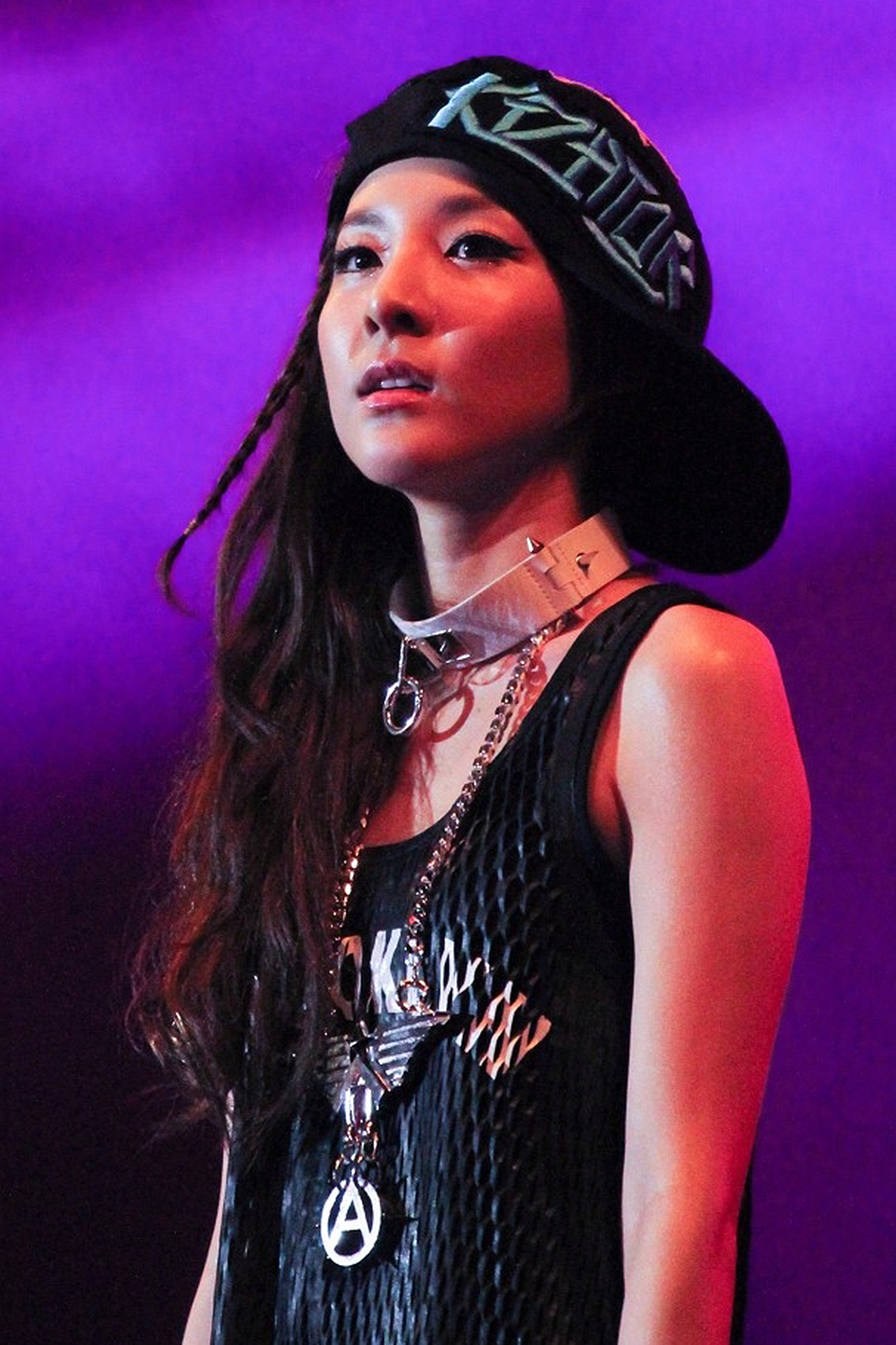
Dara no Twin Towers Alive Event Malaysia

Park teve seu segundo pepel principal em "We Broke Up", um web-drama baseado num web-toon de mesmo nome. Ela fez o papel de Noh Woo-ri, um garota otimista e brilhante se preparando para conseguir um trabalho. Estreado em Junho, a série foi um sucesso, se tornando o quarto web-drama mais visto da Naver com 16 milhões de visualizações. Graças a recepção positiva, o elenco realizou um 'mini concerto' pessoal no dia 17 de Agosto. Park também fez uma aparição especial no drama The Producers, fazendo parte do elenco ficcional do programa de variedade 2 Days & 1 Night junto do seu co-star de We Broke Up,  Kang Seung-yoon.
No dia 15 de Setembro, Park foi escalada junto com a estrela de Princess Hours, Kim Jeong-hoon, para o elenco de Missing Korea, uma comédia romântica ambientada no ano fictício de 2020, no qual Norte e Sul estão trabalhando na unificação por meio de trocas não governamentais e cooperação econômica, levando ao primeiríssimo 'Concurso de Miss Coréia de Norte e Sul juntos'. Embora não tenha feito tanto sucesso no mercado global como seus web-dramas anteriores, Park recebeu reconhecimento como atriz e recebeu outra indicação a "Melhor Atriz" no K-web festival  2016, fazendo dela a primeira idol  que se tornou atriz a ser indicada ao prêmio em anos consecutivos.
Mais tarde, Park se juntou ao elenco do programa de variedades da JTBC, Sugar Man, de 2015 a 2016, junto de  Yoo Jae-suk, You Hee-yeol e Kim Eana como co-apresentadora. O primeiro episódio foi ao ar no dia 20 e Outubro. A equipe de produção declarou, "Nós achamos que Sandara Park tem uma fora única que abrange as emoções da geração mais jovem e as memórias da geração mais velha. Prevemos que ela vai irradiar ativamente novos charmes nunca vistos". Pelo seu envolvimento com a diretoria de relações públicas da YG Entertainment, artistas como AKMU, Winner, iKon e Lee Hi foram possibilitados de se apresentar no programa, e durante um episódio em que ela não estava presente, sua amiga e colega atriz, Yoo In-na, a substituiu.

### 2016-2019: Jurada, Disband, Estreia no Cinema Nacional e Primeiro Concerto Solo
Park começou o ano de 2016 com uma aparição especial no drama One More Happy Ending da MBC, como uma amada, mas mimada, estrela de um grupo feminino. O produtor do drama expressou a dificuldade de escalar uma atriz que pudesse fazer o papel, já que a beleza da personagem deveria ofuscar a beleza de outras personagens interpretadas por atrizes como Yoo In-na, Jang Na-ra, Yoo Da-in e Seo In-young. Foi por causa de Yoo In-na que eles entraram em contato e a questão foi resolvida. Park também participou do single promocional "Loving U" como parte da trilha sonora do drama. Park foi promovida oficialmente de chefe de relações públicas da YG Entertainment a diretora. Park então se juntou ao painel de jurados do reality show de competição de canto Pinoy Boyband Superstar da ABS-CBN, junto das grandes estrelas filipinas  Yeng Constantino, Vice Ganda e Aga Muhlach. O programa é baseado no formato criado por Simon Cowell e foi primeiramente exibido nos Estados Unidos por La Banda. O programa estreou no dia 10 de Setembro e se tornou o programa de final de semana mais assistido, e o segundo maior programa de audiência de televisão em todo o país. Como o programa ainda estava sendo filmado no dia seguinte ao anúncio do disband do 2NE1, Park foi o primeiro membro a responder após o evento por meio de uma carta escrita a mão para os fãs no dia 26 de Novembro de 2016, permitindo que eles fizessem upload do conteúdo por ela. YG também anunciou que Park e CL assinaram contratos solo, insinuando a saída de Park Bom da empresa.
Em 2017, Park se tornou apresentadora do programa Get It Beauty da OnStyle, juntamente com Honey Lee e Kim Se-jeong do Gugudan. Park então estrelou ao lado de Han Jae-suk no seu debut no cinema nacional, o filme  One Step. Anunciado como o remake coreano de Begin Again, ela interpretou o papel de Si-hyun, uma trabalhadora de meio período numa loja de conveniência que busca por uma misteriosa melodia que ela escuta todas as noites nos seus sonhos, e encontra o produtor de um programa transmitido pela internet que tenta ajudá-la a encontrar a música. O filme estreou na Coreia do Sul no dia 6 de Abril de 2017 e no dia 10 de Maio nas Filipinas.Ela recebeu elogios pela sua atuação do diretor, Jeon Jae-hong, que notou que ela só teve um retake durante todo o processo de filmagem dado ao seu profissionalismo. Park participou de outro projeto da OnStyle intitulado Relationship Appeal, onde ela revisada os trending topics e viajava para os principais pontos turísticos. Controvérsia surgiu quando comentários rudes dirigidos a Park foram feitos durante o segmento de colaboração com a equipe de variedade do Piki Pictures, 'This is Real', noSeMoBang: All Broadcasting in the World da MBC. O conceito era que os MCs 'ouvissem por acaso' as críticas construtivas de todo dia dos internautas (escolhidas pelo time 'This is Real') dividindo os dois grupos por uma parede fina. Os telespectadores que assistiram o programa criticaram as escolhas do time e expressaram desconforto para com os comentários uma vez que eles acreditavam serem ataques pessoais feitos duma maneira subjetiva. Piki Pictures emitiu um pedido de desculpas logo após e a MBC deletou o vídeo que mostrava o incidente. Park fechou o ano apresentando os antigos hits do 2NE1 num concerto solo, um ano depois do anúncio do disband.
Park conseguiu seu primeiro grande papel nas grandes telas na adaptação para filme do famoso webtoon Cheese in the Trap como a melhor amiga da heroína Jang Bo-ra. O filme estreou exclusivamente nos cinemas da CVG no dia 14 de Março, e ficou no top cinco nas bilheterias dos fins de semana. Isso foi seguido de um papel principal em um filme de ação indie de vampiros dirigido por Lee Won Jun, intitulado 107th Year of Night, que ganhou na categoria "Foreign Suspense Thriller Award" no International Horror Hotel Festival de 2018 para a Short Film Division em Cleveland, Ohio, Estados Unidos. O ano continuou com mais aparições regulares na televisão com Mimi Shop, Borrowing Trouble e  Real Man 300 da MBC.
Em Janeiro de 2019, Park serviu como convidada especial e papel de apoio para o colega de empresa Seungri na sua turnê em Hong Kong e Manila com a tour do The Great Seungri. Durante esse mês, Park se tornou co-apresentadora para o talk show todo feminino Video Star. Park se reuniu com a ex-membro do 2NE1, Park Bom, como artista convidada pra o seu single, "Spring", que foi lançado no dia 13 de Março. Park também se tornou jurada e conselheira no Stage K, um programa de variedades de desafio de K-pop, que estreou em Abril de 2019.

### 2019 - Atualmente: Coachella e Redebut
Dara continuou ativamente com suas atividades como apresentadora e jurada de programas de atividades. Em 14 de maio de 2021, Sandara não renovou seu contrato com a YG Entertainment, após 17 anos sob o selo da agência. Em setembro de 2021, anunciou que havia assinado com a Abyss Company, mesma empresa de BamBam e Sunmi, tal qual passou a gerir sua carreira. No dia 16 de abril de 2022, 2NE1 foi um dos atos mais comentados globalmente após surgir com formação completa no palco principal do Coachella e performar "I Am The Best", seu smash hit de 2011. Além do ato mais comentado e elogiado do festival, elas se tornaram o primeiro grupo feminino de K-POP a performar no palco principal. Também foram postados no youtube pela integrante CL, um por trás das câmeras do antes, durante e depois da performance. 
Após diversas entrevistas e pista sobre voltar para a música, Dara fez sua estreia solo oficial em 12 de julho de 2023 com o extended play, Sandara Park, onde a música principal "Festival" sampleou "Festival" da lendária Uhm Junghwa, que inclusive estava no elenco convidado do M/V. O EP teve 5 canções, tendo produtores como Grey, Heize e Sunwoo Jung-a, atingindo número #1 em diversos países no Itunes, inclusive se mantendo na posição por dias nas Filipinas. Dara promoveu as canções e fez performances solo muito expressivas, como no Waterbomb com quase 30 minutos de apresentação e até mesmo veio a performar "Festival" e "I Am The Best" do 2NE1 no Seoul Music Awards 2023, onde venceu o prêmio de prestígio "Kpop Special Award", sendo a primeira solista a recebê-lo.

## Imagem pública e legado
Sandara Park é creditada como uma das principais figuras da Onda Coreana. Ela é apelidada a 'BoA das Filipinas' pelos fãs coreanos dado ao sucesso similar entre as duas, já que BoA foi a primeira artista coreana a entrar no mercado japonês Ela detém o título de 'Pambansang Krung Krung ng Pilipinas' (a personalidade louca ou única das Filipinas), dada pelos fãs filipinos, e sua popularidade na região está ligada a fama do comediante Yoo Jae-suk na Coreia do Sul.

### Face
Na cultura popular, Sandara é o ícone da "baby-face" (rosto de bebê) entre as celebridades e o público, que é um indivíduo que aparenta ser mais jovem que sua verdadeira idade. Apesar de ter nascido no começo dos anos 80, Sandara é conhecida por ganhar de outros concorrentes em pesquisas, geralmente com uma grande diferença entre suas idades, o que a fez ganhar o apelido de "vampira" por sua pele e visual jovens. Ela é notada por ter as proporções faciais ideais, chamada de "a proporção áurea" por cirurgiões plásticos. Atestando a qualidade da sua pele, ela foi descrita como uma escolha popular para ambos anunciantes e consumidores, que seriam atraídos por sua pele clara e aparentemente sem poros. Em 2012, ela foi proclamada uma das mulheres mais bonitas do seu tempo (década de 1980).

### Moda
Park apresenta um dos estilos mais icônicos e memoráveis na indústria coreana, desde sua maquiagem característica, até seus penteados e roupas ousados. Rotulada como pioneira de tendências não convencionais, sua primeira aparição em Lollipop ostentando seu penteado de "palmeira" se tornou o mais popular e amplamente parodiado estilo em 2009 e se mantém uma peça icônica do k-pop. Em particular, seu visual de 2012, no qual ela raspou uma porção das suas mechas características para o single primicional "I Love You", atraiu muita atenção da mídia e inicialmente recebeu reações diversas, mas foi notavelmente elogiada pelo seu fator de choque e estilo contraditório ao  "visual" de um típico grupo feminino. O estilo é considerado a sua transformação mais notável.

## Patrocínio e Propaganda

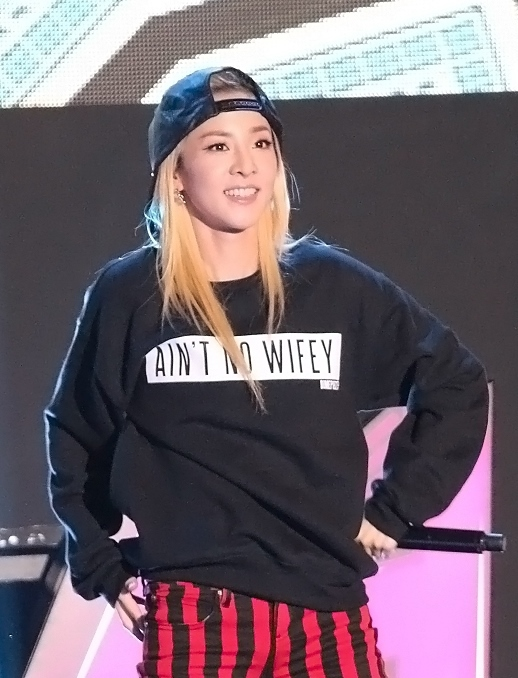
Park é considerada um dos ícones da beleza diária moderna na Coreia do Sul.

Park é um dos rostos de maior demanda em ambas Coreia do Sul e Filipinas, tendo aparecido em muitos comerciais de TV e propagandas impressas durante toda a sua carreira. A enorme popularidade de Park levou-a a instantaneamente assinar com muitas ofertas patrocínios filipinos e estrangeiros de desde cuidados pessoais e produtos alimentícios a itens do dia-a-dia ao final da competição. Seu primeiro patrocínio foi da Dong-A pens. Junto a outros finalistas do Star Circle Quest, Park recebeu patrocínio e modelou para a BNY Jeans em 2004. Ela foi o rosto da Tekki Asian Classic Noodles e ajudou a promover a Canon, um empresa de câmeras japonesa procurando consolidar seu poder nas Filipinas. Ela recebeu patrocínio dos guardanapos femininos Confident e do shampoo Rejoice também. Em adição às propagandas de shampoo, Park também contribui com um single para a empresa. Park também fez campanhas para o Maxi-Peel com a  Kristine Hermosa. Seguindo a restauração da sua carreira como membro do 2NE1, Sandara recebeu patrocínio de marcas locais de alto perfil sem o grupo. Em 2009, ela se tornou modelo patrocinada da série de Cass Beer da Oriental Brewery, uma das bebidas alcoólicas mais famosas da Coreia, junto do ator Lee Min-ho. Para ajudar a promover a bebida, foram lançadas uma música e um vídeo musical para a atenção nacional.
Enquanto promovia junto com o 2NE1 para uma oferta de patrocínio com a subsidiária da Mitsubishi, a Nikon, Park foi unicamente escolhida para ser a principal modelo para sua nova câmera, Nikon Coolpix p300. Dongkook Kim, o gerente de marca da Nikon Coreia, afirmou que assinando com ela aumentaria a "atratividade" do produto deles e motivar os consumidores a comprarem seus ítens. Depois que sua campanha estreou, a companhia relatou um enorme aumento nas vendas que só os colocava atrás da Samsung, o maior conglomerado de negócios na Coreia do Sul, no ano de 2012. A companhia nomeou a câmera em homenagem a ela, usando o nome oficial de Sandara Digicam". Park é bastante conhecida pelos patrocínios de marcas de maquiagem. Apesar de já ter trabalhado com a Etude House em 2010 junto com ser grupo, a marca de maquiagem buscou continuar com ela por dois anos adicionais com a crença de que a imagem dela seria uma "boa influência" para compradores em potencial. Ao longo de seu endosso com Etude, a marca conseguiu competir com companhias de maquiagem locais populares e foram lançados para sucesso internacional. Um guarda-chuva chamado 'Sweet Bunny' foi disponibilizado online e nas lojas para serem dados aos compradores que pagavam por um certo número de items. O especial limitado não só aumentou as vendas da Etude House, mas também atraiu uma base de consumidores estrangeiros que, momentos depois de ver Park segurando o item, visitaram as lojas sul-coreanas especificamente para comprar o guarda-chuva, onde podiam ser compradas de todas as cores. Em uma semana, Etude House vendeu mais de 40.000, até esgotar o produto. Um representante descreveu as reações do público como "surpreendentes". A marca de maquiagem ganhou diversos prêmios na internet por suas conquistas no mercado, serviços e maquiagem também.
Em 2013, Sandara se tornou a nova modelo de maquiagem da Clio, uma companhia de maquiagem bem estabelecida fundada em 1993. Imediatamente após, sites registraram aumento de vendas e sua maquiagem 'bloody series' se tornou top-seller. No ano seguinte, a companhia de máscaras, Salon de Cara, foi lançada com Park como modelo e vendeu todas as 130.000 unidades de seu estoque inicial nacional em três semanas. A marca então vendeu um recorde de 300.000 unidades nos meses seguintes. Um evento de autógrafos foi realizado no dia 14 de Novembro como um agradecimento aos compradores. Clio fechou então o ano com quatro prêmios, três dos quais foram modelados por Park.
Em 2015, Park se juntou aos supermodelos Cara Delevingne, Sean O'Pry e a modelo de moda/personalidade da TV Kendall Jenner como embaixadora da Penshoppe. No ano seguinte, Park e G-Dragon foram escolhidos como modelos exclusivos para a marca de cosméticos Moonshot, lançada anteriormente pela YG Plus em 2014, uma subsidiária da YG Entertainment. Dias após o lançamento dos produtos com seus nomes, o produto esgotou, exigindo reabastecimento imediato. Um representante da Moonshot notou que era a primeira vez que seus produtos saiam das lojas com tanta rapidez e que as reservas num geral haviam aumentado substancialmente. Em Junho, Park se tornou a nova garota propaganda da marca de shampoo estadunidense Head & Shoulders.
Além de seus endossos a solo, Park recebeu patrocínio de Adidas, 11st, Intel, Baskin Robbins, Fila, Samsung, Yamaha, Bean Pole e Nintendo com seu grupo.

## Filantropia
Park se voluntaria regularmente para o evento anual de caridade do seu colega de empresa, Sean, toda véspera de Ano Novo.
Em Novembro de 2013, Dara e seu irmão deram seu apoio à campanha "WEGENERATION" para ajudar sobreviventes devastados do Tufão Haiyan. Tendo por muito tempo considerado as Filipinas sua segunda casa depois de passar suas infâncias, os irmãos Park responderam à situação desesperadora colaborando com ambos "WEGENERATION" e a organização de caridade "World Share" para lançar um sistema de arrecadação de recursos de emergência online. Até Janeiro, eles arrecadaram 3 milhões de wones (₱ 116.721) para sobreviventes.
Em 2016, ela prestou seus serviços ao Purme Foundation Children's Rehabilitation Hospital, doando presentes dados pelos fãs durante os anos para as crianças.

## Vida pessoal
Park é trilíngue. Além de falar sua língua nativa coreano, ela também é fluente nas línguas filipino e inglês dada a sua residência nas Filipinas.
Durante uma visita promocional com o 2NE1, Park foi pega pelo sismo e tsunami de Tohoku que devastou o Japão em 2011. Se sentindo mal, Park tinha ficado no 34º andar do hotel onde ela e suas membros estavam hospedadas quando o terremoto ocorreu. As membros Bom e Minzy (que haviam se mudado para i 31º andar junto com CL para se prepararem para seu debut que aconteceria no dia seguinte) foram rapidamente evacuadas para o térreo. Ela experienciou uma agitação severa e disse que as paredes do prédio racharam e ela sentiu que seu corpo iria voar do chão em vários momentos. Park contatou CL, levando a líder a subir vários lances de escada para resgatá-la. Assistidas por um membro do staff, eles desceram 34 lances de escada e foram relocados a uma locação mais segura. Elas foram incluídas na lista de '14 Amizades Femininas Na Música' da Fuse por causa dessa história.

## Discografia

### Extended plays
| Título       | Detalhes                                                                                              | Vendas       | Certificações  |
| ------------ | --- | ------------ | -------------- |
| Sandara      | - Lançamento: 2004 - Idioma: Filipino, Inglês - Gravadora(s): Star Records - Formato(s): Compact Disc | PH: 100,000+ | PH: 2× Platina |
| Sandara      | - Relançamento: 31 de dezembro de 2004 (Walang Sabit) - Gravadora(s): Star Records                    | PH: 100,000+ | PH: 2× Platina |
| Sandara      | - Relançamento: 2006 (Ang Ganda Ko) - Gravadora(s): Star Records                                      | PH: 100,000+ | PH: 2× Platina |
| Sandara Park | - Lançamento: 2023 - Idioma: Coreano, Inglês - Gravadora(s): Abyss Company - Formato(s): Digital EP   | KOR: -       | KOR: -         |

### Singles

#### Como artista principal
| 2004                                                                                     | "In Or Out"       | —  | 1 | Sandara               |
| 2005                                                                                     | "Walang Sabit"    | —  | 1 | Sandara: Walang Sabit |
| 2006                                                                                     | "Ang Ganda Ko"    | —  | 1 | Sandara: Ang Ganda Ko |
| 2009                                                                                     | "Kiss" (feat. CL) | 5  | — | To Anyone             |
| 2023                                                                                     | "FESTIVAL"        | 24 | — | Sandara Park          |
| "—" indica lançamentos que não figuraram nas paradas ou não foram lançados nessa região. |                   |    |   |                       |

#### Como artista convidado
| "Hello" (G-Dragon feat. Sandara Park)                                                    | 2009 | 144 | * | Heartbreaker                                 |
| "Spring" (Park Bom feat. Sandara Park)                                                   | 2019 | 3   | 2 | Spring                                       |
| Japonês                                                                                  |      |     |   |                                              |
| "Love Love Love" (Epik High feat. Dara)                                                  | 2016 | —   | — | The Best of Epik High - Show Must Go On & On |
| "—" indica lançamentos que não figuraram nas paradas ou não foram lançados nessa região. |      |     |   |                                              |

#### Aparições em Trilhas Sonoras
| Título                                                                                   | Ano  | Melhores posições nas paradas | Vendas | Álbum                     |
| Título                                                                                   | Ano  | KOR                           | Vendas | Álbum                     |
| ---------------------------------------------------------------------------------------- | ---- | ----------------------------- | ------ | ------------------------- |
| "Two of Us" (com Kang Seung-yoon)                                                        | 2015 | —                             | —      | We Broke Up OST           |
| "We Broke Up" (com Kang Seung-yoon)                                                      | 2015 |                               | —      | We Broke Up OST           |
| "Always For You" (Angels feat. Dara, Jang Na-ra, Yoo Da-in, Yoo In-na, Seo In-young      | 2016 | —                             | —      | One More Happy Ending OST |
| "Song of Memory" (com Han Jae-suk)                                                       | 2017 | —                             | —      | One Step OST              |
| "One Step"                                                                               | 2017 | —                             | —      | One Step OST              |
| "Reset" (Acer Philippines feat. Dara, Pablo, Josh, Stell, Ken, Justin                    | 2023 | —                             | —      | #AcerYuletideSurprise     |
| "—" indica lançamentos que não figuraram nas paradas ou não foram lançados nessa região. |      |                               | —      |                           |

## Filmografia

### Cinema
| Ano  | Título                                           | Papel                    | Produção de filmes                                  |
| ---- | ------------------------------------------------ | ------------------------ | --------------------------------------------------- |
| 2004 | Volta                                            | ela mesma/cameo          | Star Cinema                                         |
| 2004 | Bcuz of U                                        | April                    | Star Cinema                                         |
| 2005 | Can This Be Love                                 | Daisy                    | Star Cinema                                         |
| 2006 | D' Lucky Ones                                    | Lucky girl/Anna          | Star Cinema                                         |
| 2006 | Super Noypi                                      | Michie Rapisora          | Regal Films                                         |
| 2009 | Girlfriends (em coreano: 걸프렌즈)               | ela mesma/cameo com 2NE1 | Next Entertainment World                            |
| 2017 | My Ex and Whys                                   | ela mesma/cameo          | Star Cinema                                         |
| 2017 | One Step (em coreano: 울림)                      | Si-hyun                  | FINECUT                                             |
| 2018 | Cheese in the Trap (em coreano: 치즈 인 더 트랩) | Jang Bo-ra               | Mountain Movement Story                             |
| 2018 | 107th Year of Night                              | Jay                      | YG K Plus                                           |
| 2019 | Solo Para Mujeres: The Movie                     | Sandra Oliveros          | Star Cinema, Pantelion Films and DARA TV Production |

### Televisão
| - 2004: Krystala - como Kim (coadjuvante) (ABS-CBN) - 2004: SCQ Reload: OK Ako! - como Sandara Soh (elenco principal) (ABS-CBN) - 2005: Maalaala Mo Kaya (ABS-CBN) (papel principal) (participação especial) - 2006: Your Song (papel principal) (ABS-CBN) (participação especial) - 2006: Komiks: Machete - como Mara (papel principal) (ABS-CBN) - 2006: Crazy for You - como Ara (coadjuvante) (ABS-CBN) - 2006: Abt Ur Luv - como Betina (ABS-CBN) - 2007: Dalawang Tisoy - como Kim Chee (coadjuvante) (RPN) - 2009: The Return of Iljimae - como Rie (coadjuvante) (em coreano: 돌아온 일지매, MBC) - 2009: Style (em coreano: 스타일, SBS) (participação especial) - 2014: My Love from the Star (SBS) (participação especial) - 2014: What’s Eating Steven Yeun? (papel principal) (Be FUNNY Studios) (participação especial) - 2015: Dr. Ian - como Lee So Dam (papel principal) (Naver/ Youku) - 2015: We Broke Up - como Noh Woori (papel principal) (CJ E&M) - 2015: The Producers (KBS2) (participação especial) - 2015: Missing Korea - como Ri Yon Hwa (papel principal) (KBS) - 2016: One More Happy Ending - como Goo Seul-A (MBC) (participação especial) | - 2004: My Name is Sandara Park (ABS-CBN) - 2004: ASAP Fanatic (ABS-CBN) - 2004: Sandara's Romance (ABS-CBN) - 2004: Star Circle Quest (ABS-CBN) - 2005: Sandara: Ang Pambansang "Krung-Krung" ng Pilipinas (ABS-CBN) - 2005: Farewell Lovers: A Lover in Paris Special (ABS-CBN) - 2006: Star Circle Presents (ABS-CBN) - 2006: O-Ha! (TV5) - 2006: Gudtaym (ABS-CBN) - 2006: Nuts Entertainment (GMA) - 2009: 2NE1 TV (Mnet) - 2010: 2NE1 TV 2ª Temporada (Mnet) - 2011: 2NE1 TV 3ª Temporada (Mnet) - 2014: Get It Beauty (OnStyle) - 2015: Tasty Road (O'live TV) - 2016: Get It Beauty Self (OnStyle) - 2017: Living Together in Empty Room (MBC) - 2017-2018: All Broadcasting in the World (MBC) - 2018: Mimi Shop (JTBC) - 2018: Borrow Trouble (JTBC) - 2018: Real Man 300 (MBC) - 2019: Video Star (MBC Every 1) - 2019: Stage K (JTBC) |

### Aparições em vídeos musicais
- 2008: "I'm Sorry" (Gummy feat. T.O.P)
- 2010: "I Need A Girl" (Taeyang feat. G-Dragon)
- 2015: "Spring Girl" (Sun Woo Jung Ah)
- 2016: "Sign" (Thunder feat. Hara)

## Prêmios e Indicações
| Ano  | Prêmiação                        | Categoria                                                            | Trabalho indicado                                     | Resultado |
| ---- | -------------------------------- | -------------------------------------------------------------------- | ----------------------------------------------------- | --------- |
| 2005 | 21st PMPC Star Awards for Movies | Best New Actress                                                     | Bcuz of U                                             | Venceu    |
| 2005 | Golden Screen TV Awards          | Best Performance by an Actress in a Leading Role (Musical or Comedy) | Can This Be Love                                      | Indicado  |
| 2006 | Golden Screen TV Awards          | Best Actress                                                         | —                                                     | Indicado  |
| 2010 | TVCF Advertisement Awards        | CF Model of the Year                                                 | Nikon                                                 | Indicado  |
| 2010 | Philippines Kpop Convention      | Hottest Female Star                                                  | —                                                     | Venceu    |
| 2011 | TVCF Advertisement Awards        | CF Model of the Year                                                 | Etude House                                           | Indicado  |
| 2012 | TVCF Advertisement Awards        | CF Model of the Year                                                 | Etude House                                           | Indicado  |
| 2012 | Philippines Kpop Convention      | Hottest Female Star                                                  | —                                                     | Venceu    |
| 2015 | KWeb Festival                    | Best Actress                                                         | Dr. Ian                                               | Venceu    |
| 2016 | KWeb Festival                    | Best Actress                                                         | Missing Korea                                         | Indicado  |
| 2017 | MBC Entertainment Awards         | Best Artist Award                                                    | Insolent Housemates All Broadcasting Around The World | Indicado  |
| 2017 | MBC Entertainment Awards         | Best Couple Award                                                    | Insolent Housemates                                   | Indicado  |
| 2018 | ELLE's Style Awards              | Trend Entertainer Award                                              | —                                                     | Venceu    |